# Bastione di Spagna
Il bastione di Spagna è un baluardo situato lungo le mura magistrali di Verona, sulla destra d'Adige, progettato dall'architetto rinascimentale Michele Sanmicheli.

## Storia e descrizione
In una prima fase era presente la cinta muraria scaligera, commissionata da Cangrande della Scala e realizzata tra 1321 e 1325 su progetto del maestro Calzaro. Il bastione venne poi edificato su progetto del noto architetto rinascimentale Michele Sanmicheli nel 1548, nell'ambito del rafforzamento da parte della Repubblica di Venezia delle fortificazioni di Verona, che aveva l'obiettivo di renderle più adatte all'introduzione della polvere da sparo. Le mura preesistenti non furono tuttavia completamente demolite ma integrate nel progetto. Infine, nel 1839, vi fu il rafforzamento del bastione e l'adattamento alle nuove esigenze difensive, con la costruzione di una casamatta e della polveriera annessa per il tempo di guerra, presso il fronte di gola del bastione. Si tratta pertanto di uno dei due bastioni sanmicheliani situati lungo la cinta meridionale sopravvissuti alle demolizioni napoleoniche.
Si tratta di un bastione di muratura e terra, a tracciato pentagonale, munito di piazze basse disposte nei due fianchi per le artiglierie a cielo aperto; le due piazze erano difese da merloni arrotondati agli spigoli. Il muro di rivestimento, rivestito da un paramento in laterizio, ha uno spessore di ben 8 metri; il suo profilo è a scarpa, ossia in pendenza sino all'altezza della cordonatura di pietra, e termina con un coronamento superiore, sempre in laterizio, verticale, che sostiene il parapetto di terra con scarpata a pendenza naturale. Il muro di rivestimento è attraversato da una galleria di contromina, provvista di spiragli per la luce e per l'aria. Come anticipato, si trovano inoltre una traversa casamattata disposta nel piazzale e una polveriera all'interno del bastione, appartenenti alla fase di trasformazione ottocentesca.